# Quatre Flirts et un cœur
Pour plus de détails, voir Fiche technique et Distribution.
Quatre Flirts et un cœur (titre original : And the Angels Sing) est un film américain en noir et blanc réalisé par George Marshall, sorti en 1944.

## Synopsis
Un chœur formé de quatre sœurs qui n'aiment pas chanter ensemble, est découvert par le chef d'orchestre Happy Marshall. Il leur promet la célébrité, mais ce qu'il veut vraiment, c'est obtenir de l'argent pour payer ses musiciens.

## Fiche technique
- Titre : Quatre Flirts et un cœur
- Titre original : And the Angels Sing
- Réalisation : George Marshall
- Scénario : Melvin Frank et Norman Panama d'après une histoire de Claude Binyon
- Photographie : Karl Struss
- Montage : Eda Warren
- Musique : Victor Young
- Chorégraphe : Daniel Dare
- Direction artistique : Hans Dreier et Hal Pereira
- Décors : Ray Moyer
- Costumes : Edith Head
- Producteur : E.D. Leshin (producteur associé)
- Société de production : Paramount Pictures
- Pays d'origine :  États-Unis
- Langue : anglais américain
- Format : Noir et blanc — 35 mm — 1,37:1 — Son : Mono (Western Electric Mirrophonic Recording)
- Genre : Film musical, comédie romantique
- Durée : 96 minutes (1 h 36)
- Dates de sortie : 
  - États-Unis :  25 avril 1944
  - France : 5 février 1947

## Distribution
- Dorothy Lamour : Nancy Angel
- Fred MacMurray : Happy Morgan
- Betty Hutton : Bobby Angel
- Diana Lynn : Josie Angel
- Raymond Walburn : Pop Angel
- Mimi Chandler : Patti Angel
- Eddie Foy Jr. : Fuzzy Johnson
- Frank Albertson : Oliver
- Mikhail Rasumny : Schultz
- Frank Faylen : Holman
- George MacKay : Homme de Maison
- Harry Barris : Saxy
- Donald Kerr : Mickey
- Perc Launders : Miller
- Tom Kennedy : Potatoes
- Erville Alderson : M. Littlefield
- Leon Belasco (non crédité) : Serveur